# Массачусетская больница общего профиля
Массачу́сетская больни́ца о́бщего про́филя (англ. Massachusetts General Hospital, MGH) — одна из крупнейших клинических больниц в США, расположенная в городе Бостон, штат Массачусетс. Является самой большой университетской клиникой Гарвардской медицинской школы и одной из старейших клиник Америки. Основана в 1811 году в качестве лечебного учреждения для бедных.
Согласно опросу U.S. News and World Report, в последние годы Массачусетская больница общего профиля в Бостоне неизменно находится в тройке лидеров в рейтинге медицинских учреждений США. В больнице, рассчитанной на 1034 койки, работает более 14 000 сотрудников.
Среди сотрудников, в разное время работавших при MGH, одиннадцать лауреатов Нобелевской премии, среди них - Ральф Стайнман, Эндрю Файер, и другие. Является крупным центром для проведения разнообразных клинических исследований в области генетики человека, репродуктивной биологии, ВИЧ-инфекции, кардиологии, трансплантации органов, и восстановительной медицины. Организовано тесное сотрудничество с Институтом рака Дана-Фарбер в Бостоне.

## Специализация больницы
Среди специализаций больницы: аллергия и иммунология, гематология, ортопедия, а также лечение онкологических заболеваний. 

## Факты
На территории Массачусетского общественного госпиталя находится так называемый "Эфирный купол" (англ. Ether Dome) — исторически значимое место. Этот операционный амфитеатр был построен в 1821 году и использовался в качестве операционной палаты до 1867 года. Известность этому месту принесло событие произошедшее 16 октября 1846 года. В этот день американский хирург Уильям Томас Грин Мортон впервые публично продемонстрировал использование эфира в качестве хирургического анестетика. Это событие стало известным как "День эфира" и открыло новую эру в медицинской анестезиологии. С тех пор Эфирный купол стал объектом исторического и медицинского интереса, привлекая множество посетителей.
Ежегодно в Массачусетской больнице общего профиля:
- проходят стационарное лечение примерно 47 000 пациентов[2];
- выполняется более 35 000 операций[1];
- осуществляется более 3 500 родов[4].